# Sergej Sweschinskij
Sergej Sweschinski (auch Sweschinskij oder Swiecinski; * 1966 in der Ukraine) ist ein ukrainisch-deutscher Komponist und Kontrabassist. Bekannt wurde er insbesondere durch seine Kompositionen für Theater-, Varieté- und Zirkusproduktionen sowie für Film- und Stummfilmmusik.

## Leben und Wirken
Sergej Sweschinski absolvierte von 1986 bis 1990 die Berufsmusikschule in Kirovgrad (Ukraine). Anschließend studierte er von 1990 bis 1994 am Donezker Konservatorium „Sergej Prokofjev“. Von 1995 bis 1997 setzte er seine Ausbildung an der Hochschule für Musik Hanns Eisler Berlin im Fach Orchestermusik fort. Dort absolvierte er auch 1998/1999 ein Zusatzstudium bei Barbara Sanderling.
Nach seinem Studium spielte Sweschinski als Kontrabassist unter anderem im Philharmonieorchester Donezk. In Berlin spielte er als Mitglied im Ensemble Trio Bravo, mit dem er mehrere Tonträger veröffentlichte. In dieser Zeit kooperierte er zum Beispiel als Vorband bei einem Konzert von Barbara Thalheim. Seit 2006 ist Sweschinski Musikalischer Leiter und Komponist des Cirque Bouffon, einer deutsch-französischen Zirkuscompagnie, für die er zahlreiche Produktionen vertonte. Sein musikalisches Repertoire kombiniert Einflüsse aus Balkanmusik, Jazz, Klassik, Filmmusik und Zirkusklängen.
Als Live-Musiker ist er auch mit der Varieté-Band TriOle aktiv.

## Werke (Auswahl)

### Bühnen- und Showmusik
- 2000: Balagan Show, Hamburg (Fliegende Bauten)
- 2002: Eulenspiegel-Festspiele, Musiktheater Till Eulenspiegel, Mölln
- 2006–2025: Zahlreiche Produktionen für den Cirque Bouffon, darunter: Novo (2006), Angell (2009), Nandou (2013), Quilombo (2015), Lunatique (2017), La Folia (2019), Bohemia (2021), Paraiso (2023), Carrousel (2025)
- 2015–2024: Kompositionen für Varietéshows im Krystallpalast Leipzig, GOP-Varieté, Altenberg Dinnershow

### Filmmusik
- 2002: Russische Frauen tragen kurze Röcke (Regie: Oleg Assadulin)[4]
- 2004: Ars Moriendi (Regie: Oleg Asadulin[5])
- 2004: Der letzte Mann in Renow (Regie: Oleg Assadulin)
- 2005: Alex Affair (Produktion Nigeria)
- 2005: Tatort: Die Schlafende Schöne[6]
- 2006: Tatort: Sonnenfinsternis
- 2009: Wunder (Regie: Oleg Assadulin)

### Stummfilmvertonungen
- 1999: Panzerkreuzer Potemkin
- 2002: Menschen am Sonntag[7]

## Stil
Sweschinskis Musikstil ist geprägt von einer Verbindung osteuropäischer Musiktraditionen mit modernen Elementen aus Jazz, Klassik und Weltmusik. Besonders in Zirkus- und Varietékontexten wird seine Musik als sinnlich, dynamisch und emotional beschrieben. Sein Kontrabassspiel zeichnet sich durch einen expressiven Einsatz von Bogentechniken und Klangeffekten aus [Quelle fehlt].

## Auszeichnungen
- 2005: Herald Angel Award (Edinburgh Festival Fringe) für die Show Balagan
- 2016: Best Composer, Festival „Master“, Sotschi
- Ehrung beim Circus-Festival St. Petersburg für Regie und Musik

## Diskografie (Auswahl)

### Trio Bravo
- Auf dem Weg (Eigenproduktion; 1998)
- Grenzverkehr (Eigenproduktion; 2000)
- Menschen am Sonntag (Ozella music; 2003)
- Live (2007)

### Cirque Bouffon
- Novo (2006)
- Angell (2009)
- Nandou (2013)
- Quilombo (2015)
- Lunatique (2017)
- La Folia (2019)
- Bohemia (2021)
- Paraiso (2023)
- Carrousel (2025)